# Maison de ville

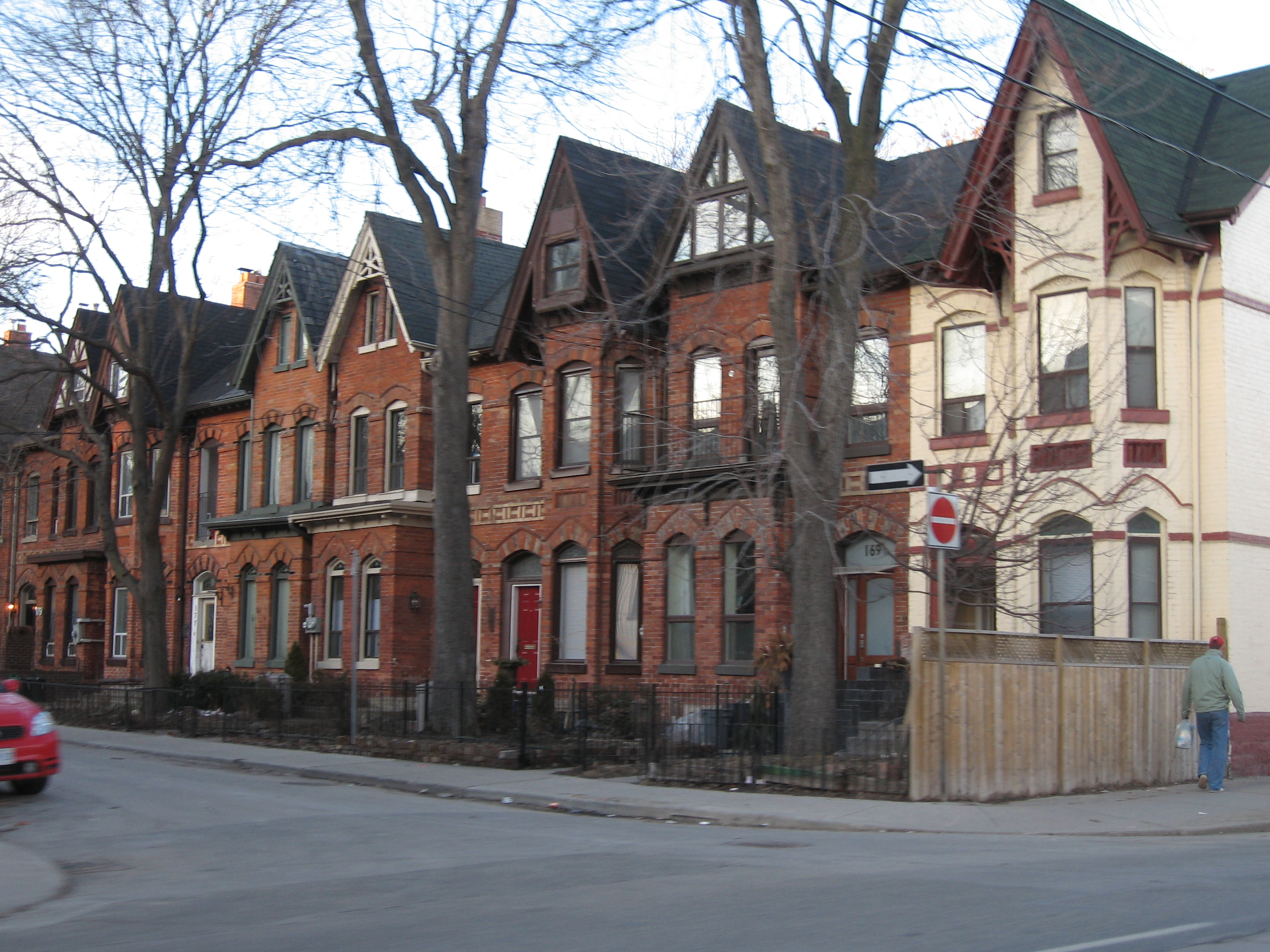
Maisons mitoyennes à Toronto au Canada.

Une maison de ville, une maison mitoyenne ou une maison en rangée, est une maison qui présente une façade sur rue, parfois une autre façade sur cour ou sur jardin, et qui partage plusieurs murs mitoyens avec les habitations voisines. Elle se distingue de la maison jumelée (ou semi-détachée) qui ne partage qu'un seul mur mitoyen et de la maison individuelle (détachée) qui n'en partage aucun.

## Définitions
Lorsque les maisons sont toutes construites en même temps et forment un seul bâtiment, on parle de « maisons ou de logements en bandes ».
Ce type se distingue de ceux qui ont prévalu dans l'urbanisme contemporain, en particulier avec le mouvement moderne au XXe siècle :
- les maisons individuelles isolées sur leur terrain, ou pavillons ;
- les immeubles collectifs.

Ce type de maison est la base de l'urbanisme des villes occidentales depuis le Moyen Âge (maisons clunisiennes, bastides) jusqu'aux grandes cités minières du XXe siècle. C'est le type de logement qui est préconisé par les théoriciens du nouvel urbanisme.

## Origine et transformations successives
Dans les cités antiques du monde hellénistique, le type des maisons résidentielles urbaines des catégories sociales aisées était constitué d'un enclos auquel on accédait par un portail ouvert sur la rue. Les pièces d'habitation étaient disposées sur le pourtour intérieur de cette enceinte fermée et prenaient leur jour depuis la cour qui faisait office de plan de distribution horizontal (système de la domus). La maison mitoyenne fit son apparition à partir du moment où les propriétaires de telles vastes maisons sur cour (env. 14 à 17 m de largeur en front de rue par 30 à 40 m de profondeur) cédèrent l'usage du front de rue à des tenanciers de boutiques qui y alignèrent leurs échoppes (taberna) tout en préservant l'accès à la maison sur cour située à l'arrière. Ces échoppes avaient généralement les dimensions d'une cellule constructive de 5 à 6 mètres (susceptible d'être couverte par une voûte ou une poutraison d'une unique portée). Elle ne prenaient initialement leur jour que depuis la rue. La maison mitoyenne est apparue en quelque sorte en parasitant les maisons à cour des catégories sociales supérieures. Le spécialiste de typologie architecturale italien Gianfranco Caniggia, qui a particulièrement étudié la genèse de la maison mitoyenne à partir de la maison à cour, a forgé le concept de "tabernisation" (it. tabernizzazione) de la domus pour exprimer ce phénomène de dérivation. Avec l'essor du commerce urbain, ces échoppes et tavernes s'accrurent en profondeur, gagnant une façade postérieure sur cour ou jardin, se surélevèrent progressivement d'un second puis d'un troisième étage. Dans les cas de forte spécialisation de l'espace public dans le secteur marchand, les maisons mitoyennes qui se partageaient le front de rue des "domus" ont fini par saturer l'intégralité de l'enclos initial, ne laissant persister ce dernier que comme module de substrat dans le tissu urbain. La plupart des villes issues de la colonisation gréco-romaine sans interruption de leur continuité historique (Alep, Sidon/Saïda, Naples, Trani, Florence, Turin, Köln/Cologne, Regensburg/Ratisbonne, pour n'en citer qu'une poignée) présentent cette superposition typique d'un maillage de substrat modulé sur les dimensions de la domus antique et d'un tissu urbain médiéval à maille plus étroite, issu du fractionnement et de la saturation des domus de substrat. Les maisons mitoyennes commencent par abriter un unique foyer sur plusieurs niveaux, puis la distribution verticale s'autonomise en "cage d'escalier" de manière à desservir des logements indépendants à chaque niveau. Le type d'édifice change radicalement lorsque, pour augmenter la surface de chaque appartement ou pour optimiser le « rendement » de chaque cage d'escalier, deux (ou plusieurs) maisons mitoyennes sont fusionnées pour former un véritable immeuble locatif à plusieurs logements indépendants. Ce processus de « plurifamiliarisation » (Caniggia) de la maison mitoyenne aboutit à partir du XVIIIe siècle à la genèse de l'immeuble à développement latéral sur front de rue avec les murs porteurs parallèles à l'axe de la rue. La maison mitoyenne constitue ainsi, du point de vue génétique, un élément de transition entre la « taverne » antique et l'immeuble locatif moderne à cage d'escalier et distribution palière.

## Galerie

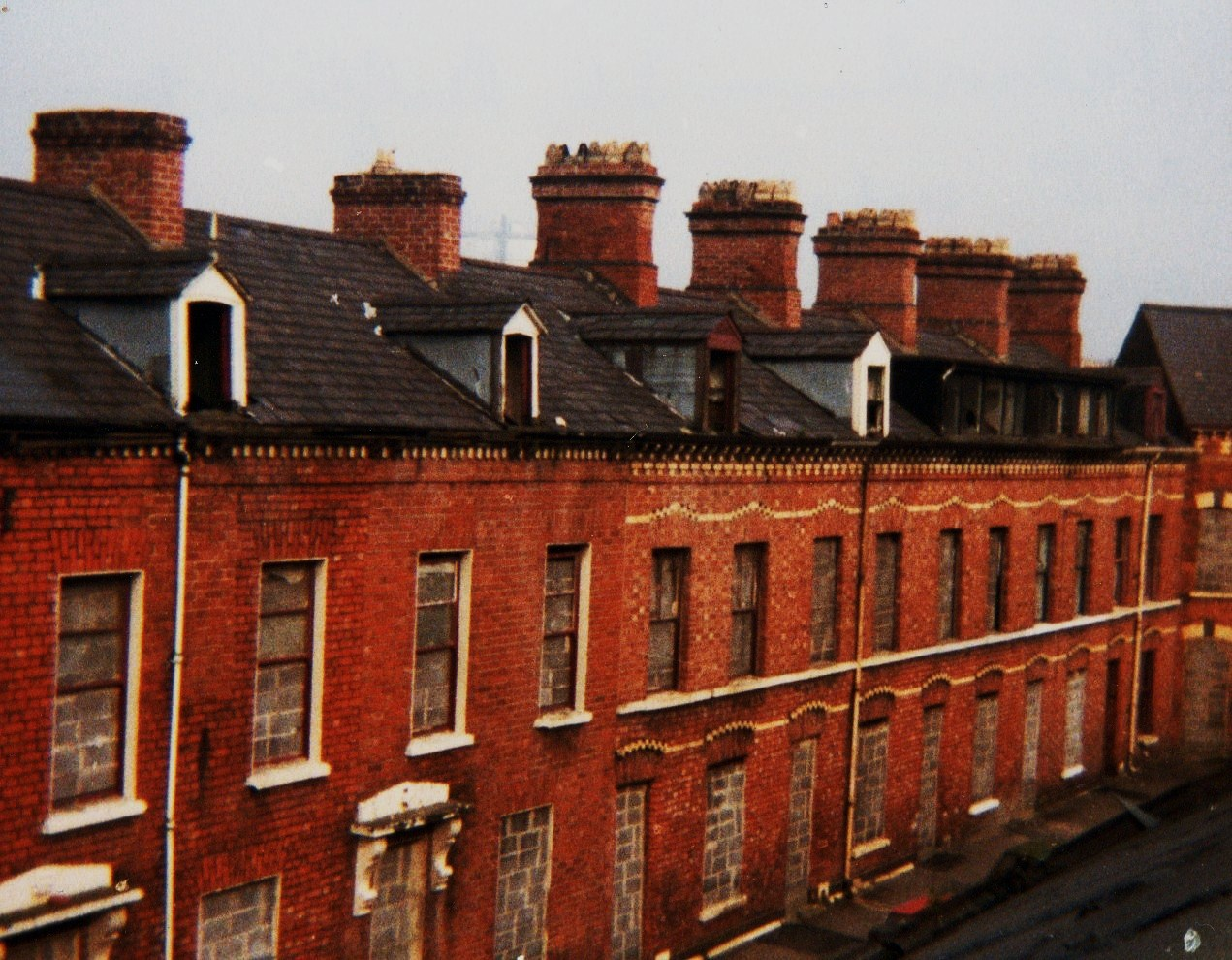
Maisons mitoyennes à Belfast en Irlande du Nord (logements en bandes)
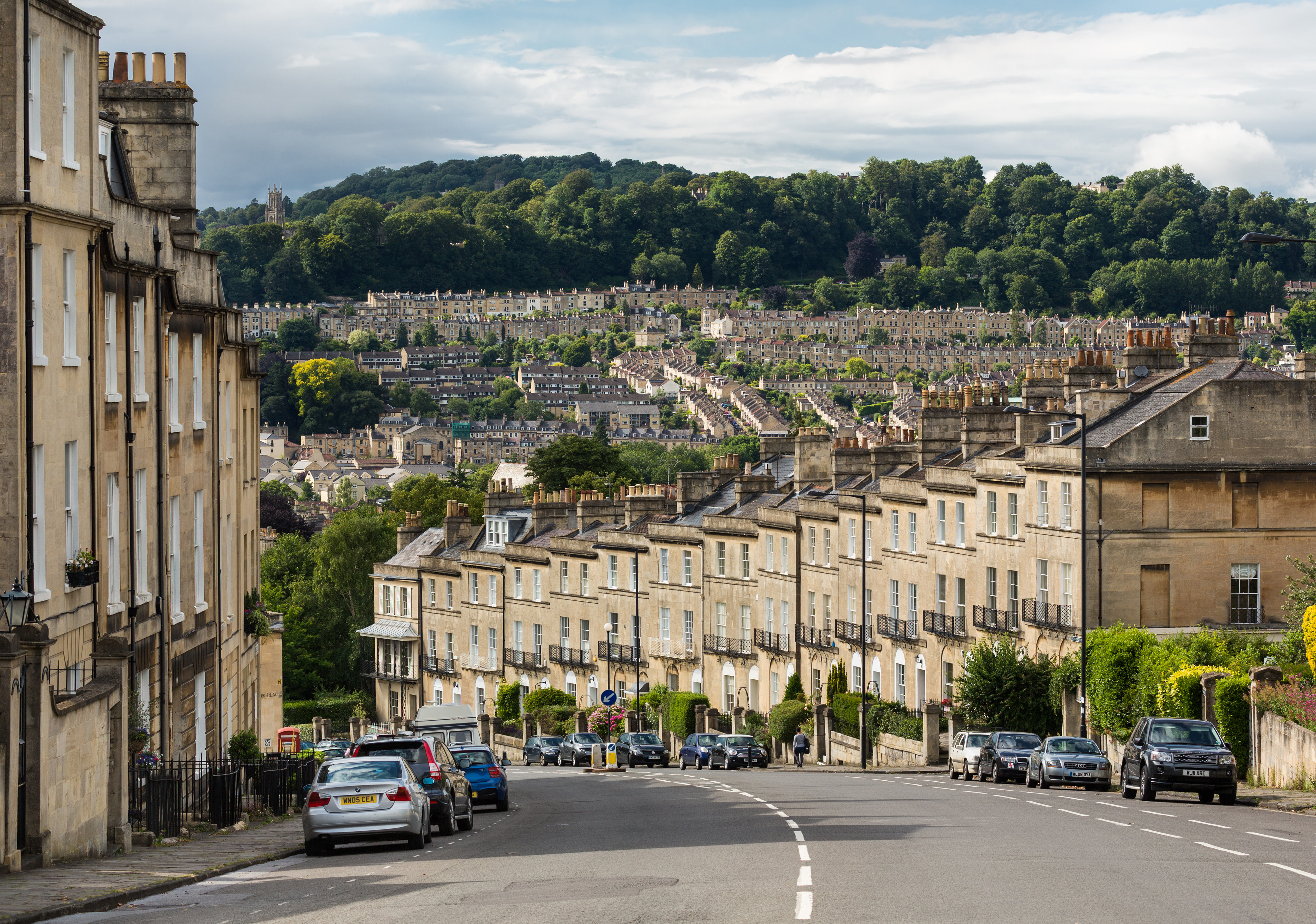
Maisons mitoyennes à Bath
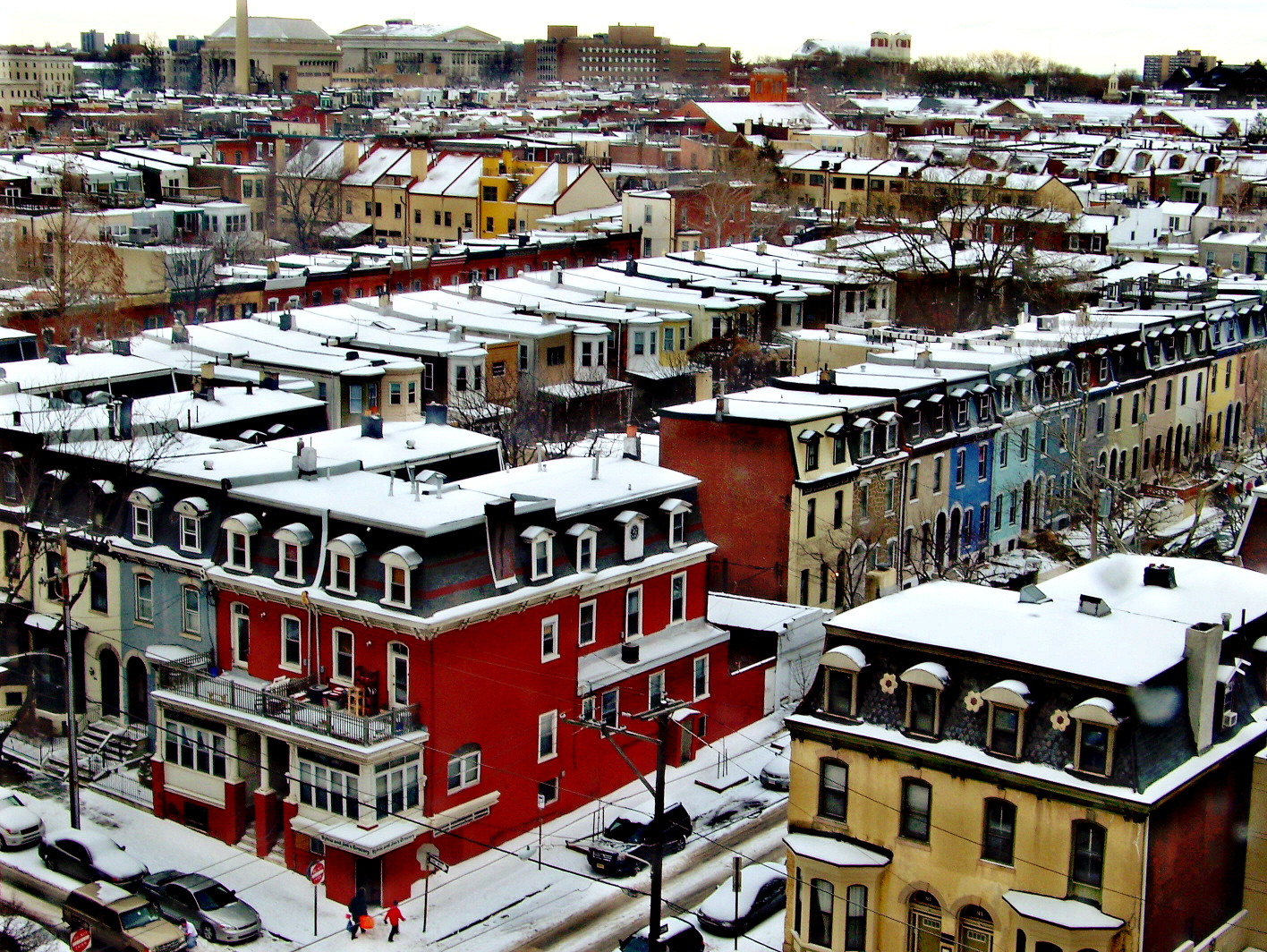
Maisons mitoyennes à Philadelphie
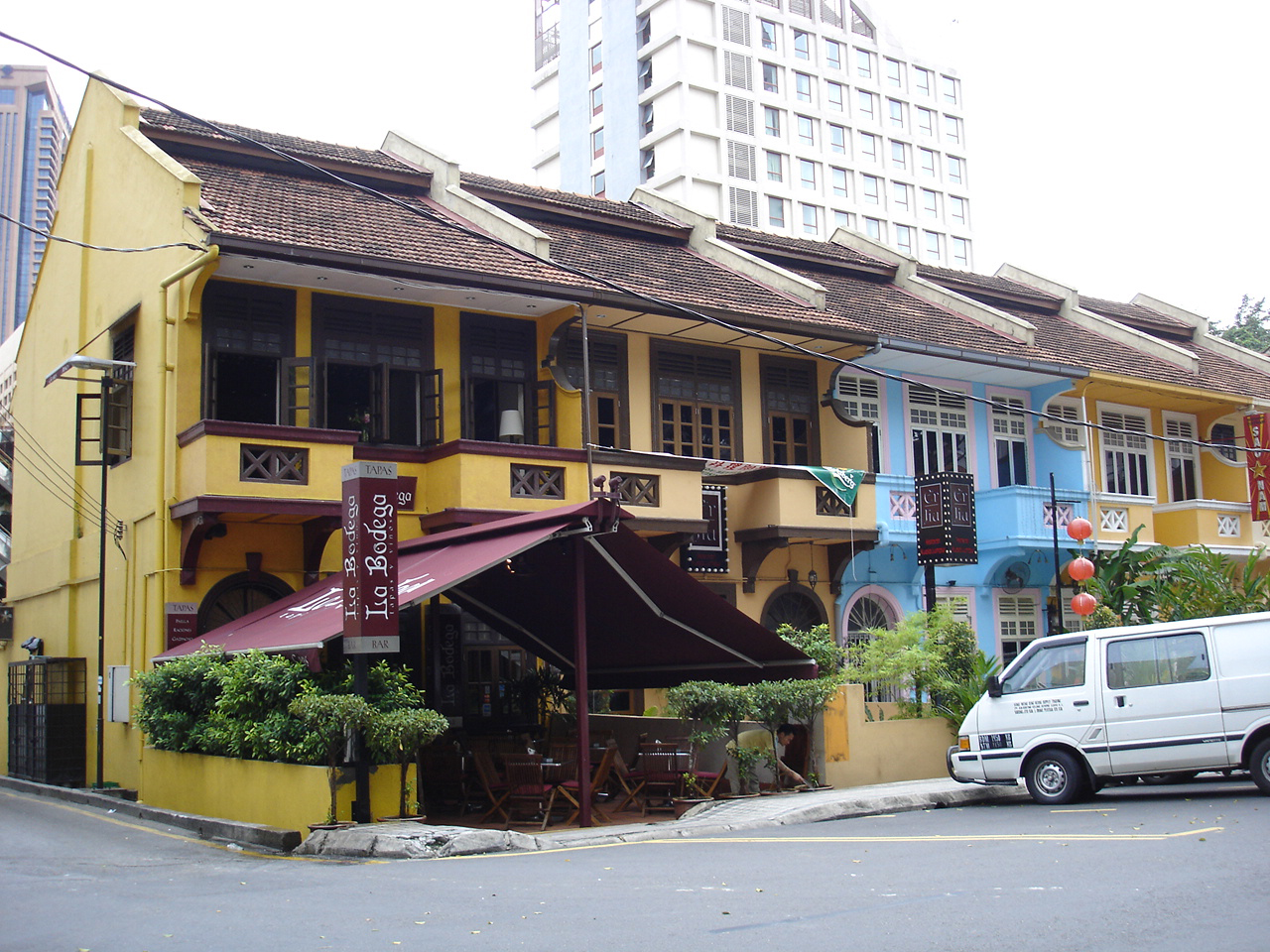
Maisons mitoyennes à Kuala Lumpur
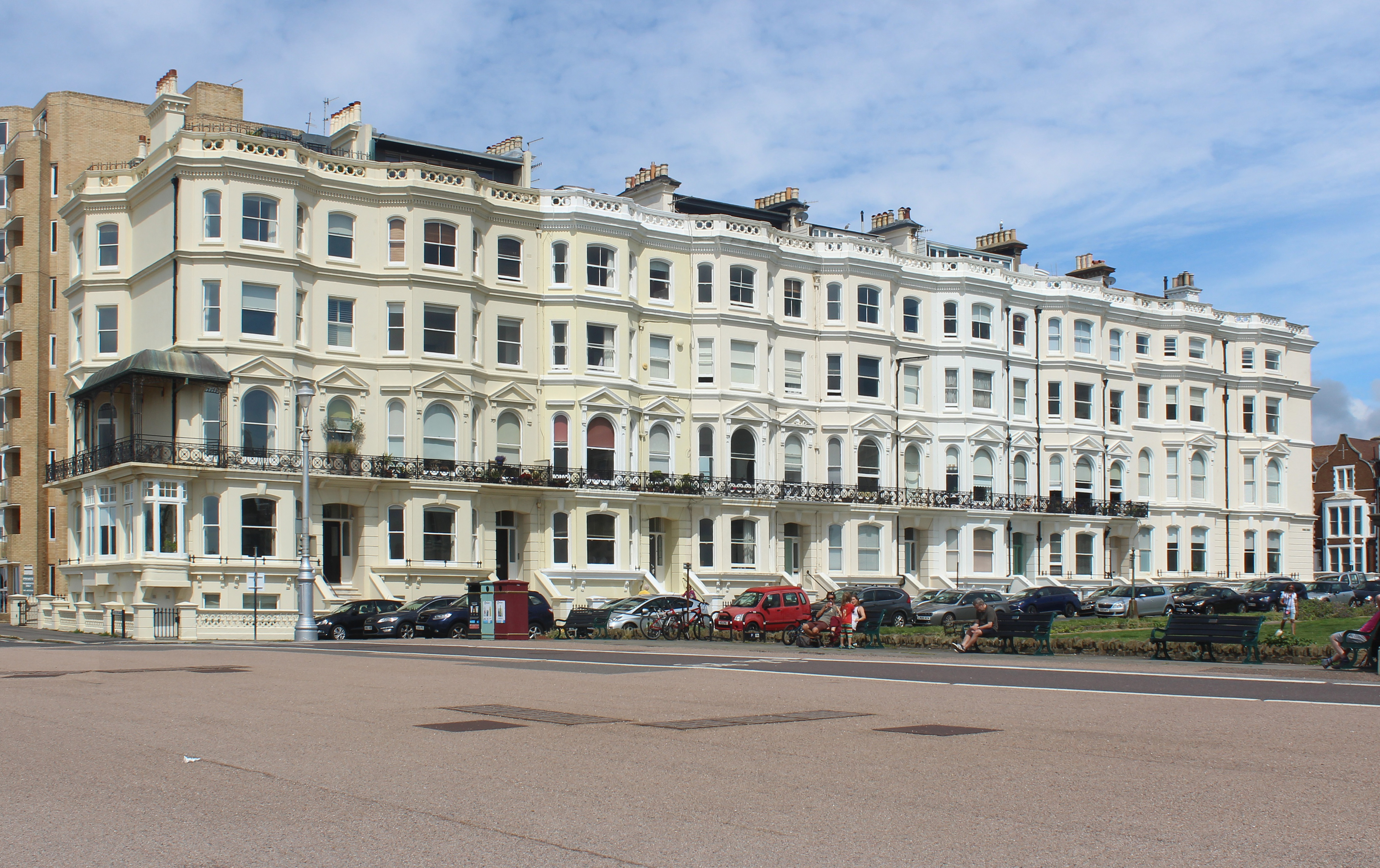
Median Terrace, Maisons mitoyenne haut de gamme à Hove, Angleterre